# Harrisia divaricata
Harrisia divaricata là một loài thực vật có hoa trong họ Cactaceae. Loài này được (Lam.) Lourteig mô tả khoa học đầu tiên năm 1991.